# FCS-3
FCS-3（00式火控系统3型）是日本防卫省技术研究开发局开发的舰载武器系统。它是一种防空武器系统，不仅如其名称所示是一种火控系统（FCS），还集成了多功能雷达和其他系统，并通过固定有源相控阵天线对半球空间进行全方位搜索。它实现了多目标搜索、探测、跟踪和武器控制的自动化，缩短了反应时间。此外该系统还改进延生出了OPS-50A、OPY-1等改进版本的系统。

## 发展历程

### 正式定型

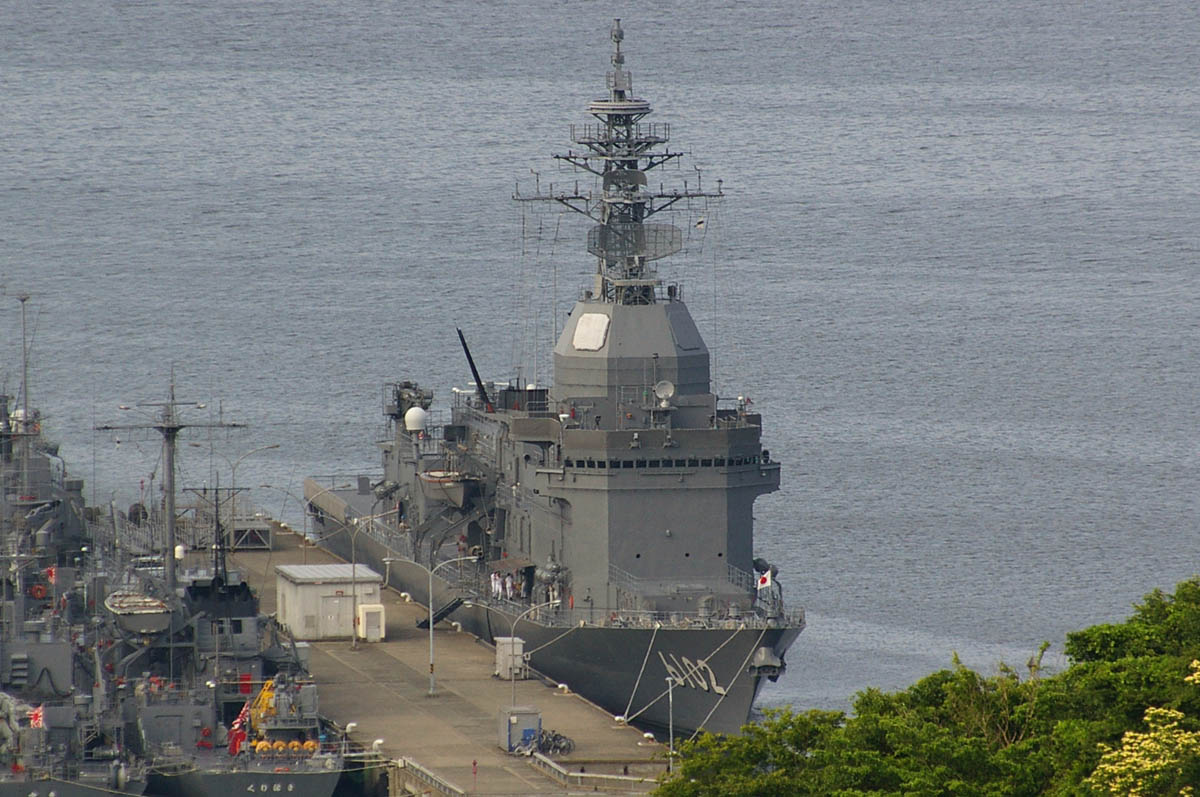
舰桥装备FCS-3的试验船“飞鸟”号

FCS-3的开发可追溯到20世纪80年代第53次和第56次中期防卫评估之间的时期。在这一时期，日本海上自卫队研制了第一艘通用护卫舰：初雪型，其防空作战系统主要由以下子系统组成。
- OPS-14双坐标对空搜索雷达
- OYQ-5战术信息处理装置
- FCS-2火控系统
- 海麻雀防空导弹发射系统（NSSMS）

这一配置后来演变成朝霧型護衛艦，将OPS-14更新为OPS-24 3D雷达，将OYQ-5更新为OYQ-6/7，但这种配置显然存在局限性，特别是在防空作战能力方面。就是将防空雷达探测到的目标信息输入战术信息处理装置的过程，以及战术信息处理装置审定情况并做出决定后将目标信息输入火力指挥装置的过程。决策都是由操作员人工进行，而且决策过程大部分依赖于人工，因此很难缩短响应时间。
FCS-3是作为新一代单舰防空系统而开发的，它克服了这些问题，通过用单个雷达同时执行搜索和跟踪并支持，并支持与新一代战术信息处理设备的耦合工作。技术研究本部从1983年开始内部研究，从1986年开始，历时3年时间进行研究和原型机制作，研制了一种在C波段工作的電子掃描陣列雷達，并进行了陆地试验。这款陆基型原型机采用单面旋转天线，安装在航空自卫队御前崎分屯基地进行测试，由于测试方便，收集了多目标跟踪和海杂波等数据。
根据这些测试结果，技术研究开发局从1990年开始开发和试制能实际安装到舰艇上的天线，并将其安装在飞鸟号试验舰上，其间进行了长达五年的技术和实际测试。在海试中，还测试了飞机（F-15J、T-4）进行进近、交叉运动的高机动目标的探测与跟踪性能以及多目标跟踪性能，以及小型、低空目标的探测与跟踪性能。使用牵引目标的高空目标，确认了使用TRAP（目标雷达增强弹丸）子弹探测、跟踪和响应超小型和超音速目标的能力，后者是一种与5英寸炮弹形状相同的雷达目标。该舰没有装备短程防空导弹，因此无法测试到导弹的实际发射，但确认了导弹发射信号传输前的一系列事件。据说该导弹的性能比预期的要好，特别是在探测和跟踪小型和低空目标方面。
2000年，它正式定型为00式火控装置。据估计，最大搜索距离超过200千米，可同时跟踪目标的最大数量约为300个。

### 装备舰艇
海上自卫队最初计划将朝雾级和村雨级作为配备FCS-2的舰艇，然后在03中期防卫发展计划或08中期防卫发展计划时期（1991至2000财政年度）开始建造配备FCS-3的改良型村雨级。但事实上，在08中期防卫发展计划中建造的是改良型村雨级，但却变成了装备FCS-2的高波級護衛艦。FCS-3没有安装在同一型号上有四个原因：
1. 舰炮从60口径的奥托梅莱拉76毫米舰炮改为54口径奥托布雷达127毫米舰炮，导致携带FCS-3的重量余量减少。[2]
2. 在研制阶段，FCS-3的成本大幅增加。[2]
3. 合使用的短程防空导弹（简称SAM）的开发被推迟。[2]
4. 由于研制时间过长，构成FCS的硬件和软件已经过时。[2]

其中，对于短程防空导弹，初步计划是采用基于99型空对空制导导弹的新型程型地空导弹，该导弹采用主動雷達導引的制导方式。在13中期防卫计划（2001-2005财年）期间使用“飞鸟”号进行了实际舰载测试。当时的计划是通过将FCS-3和“AHRIM”结合起来，实现有限局部防御能力，即非常有限的舰队防空能力。然而，为了筹集下一代巡逻机（后来成为P-1海上巡邏機）的研发资金（这一直是海上自卫队的当务之急），AHRIM的实际舰载测试不得不推迟到下一次中期防卫计划之后（后来取消），最终改为采用进化型海麻雀导弹。

## 日向级护卫舰搭载

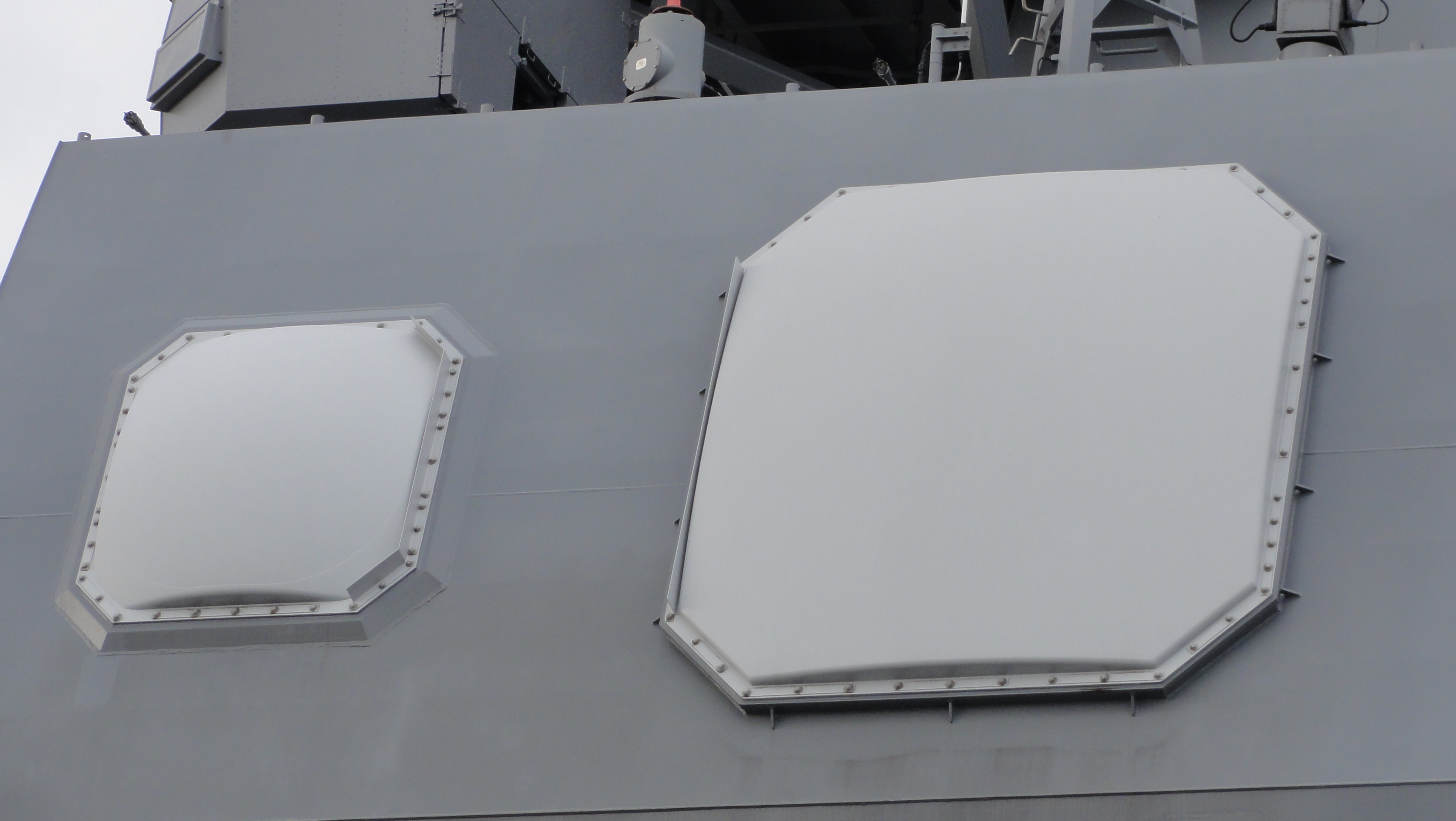
安装在“伊势”号舰桥上部的FCS-3天线部分（较大的是C波段，较小的是X波段）

尽管FCS-3的发展经历了许多坎坷，但最终还是装备到了第13中防期间建造的日向级护卫舰。在同一型号中，还安装了为ASCA开发的原型的改进型和实用型，装备ASCA的版本最初被称为FCS-3，日向级上安装的版本被称为FCS-3 Revision，但后来日向级上安装的版本被简称为FCS-3。
如上所述，进化型海麻雀导弹（ESSM）将取代原计划的主动导引短程地对空导弹，而装备在日向级的型号则增加了引导它的设备。因此，原型机只有四根C波段天线，而装备在日向级的型号则在其旁边加装了一根稍小的X波段天线，用于引导RIM-162海麻雀导弹。这是泰雷兹的APAR系统的一部分，同时还引入了用于引导ESSM的ICWI（间歇连续波照射）算法。为了节约成本，日向级上的三个C波段天线使用了飞鸟号上的原型机上的天线，只有一个是新安装的。不过，为了提高性能，新更换了约1/3的砷化镓天线元件。
FCS-3的另一项重大改进是将其多功能雷达与新型 OYQ-10 ACDS（高级 CDS）战术信息处理器相结合，大大提高了装备 FCS-3 的舰艇的作战能力。 该系统可根据预期的战术情况向操作人员提供战术信息和作战支持，并利用 IF-THEN 规则在正式数据库的基础上进行理论控制。 FCS-3 和 OYQ-10 与新型反潜战控制系统（ASWCS：Anti Submarine Warfare Control System）和水面舰艇 EW 控制系统 EWCS、 构成了新的作战指挥系统 ATECS（先进技术作战系统）。 另一项改进是在该系统中广泛使用了商用现货（COTS）。
FCS-3 是作为一种多功能雷达研制的，这意味着它既可以作为防空和反水面搜索雷达，也可以作为火控雷达，从而可以将各种雷达功能集成到一个系统中，使驱逐舰上的系统更加紧凑。 日向级上的FCS-3 和 OYQ-10 还具有舰载直升机的飞行控制功能，这对于直升机护航是必不可少的。

## 秋月级 (FCS-3A)

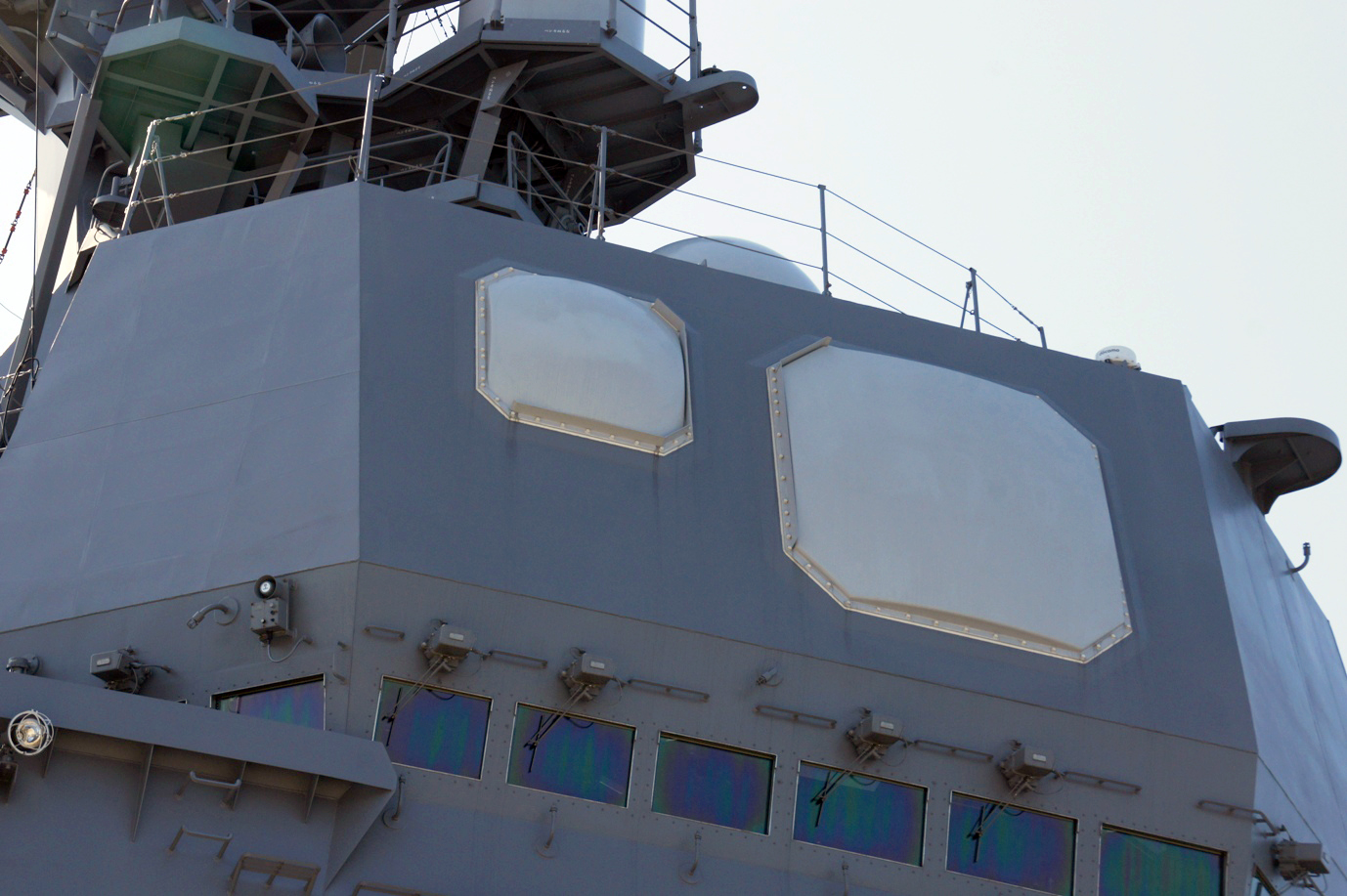
秋月级”上的 FCS-3A雷达

继“日向”级直升机护卫舰之后，第17中期防卫计划建造的5000吨级秋月级护卫舰（DD）也安装了 FCS-3 的改进型 。
当时，海上自卫队的导弹驱逐舰（DDG）正在计划引进神盾战斗系统，但当时部署的神盾战斗系统基线3.6系统尤其难以将防空作战和导弹防御（BMD）功能结合起来，而且在防御大气层外的弹道导弹时，低空导弹的探测和跟踪也很困难。有人指出，探测和跟踪能力可能会降低[注 3]。 作为对策，人们设想将低空防御任务交给与 “宙斯盾 ”DDGs 组成舰队的 DDs，并选择同类型的 DDGs 作为目标。
因此，在日向级上FCS-3 的基础上采取了以下性能改进措施的 FCS-3A 与 ESSM 相结合，并安装在同型舰上。 在同型舰上，FCS-3A 还用于舰炮的火控支持。
增强雷达性能
发射器/接收器模块的发射器系统中的半导体元件材料已改为氮化镓，以提高输出功率并拓宽带宽 。 因此，探测距离比配备 16DDH 的型号扩大了近一倍 。
武器控制功能的增强
在武器控制软件中增加了规定的算法，如跟踪信号处理、交战能力和火力计算，以便能够处理横向超限目标（非本舰飞行方向的目标）。
此外，还改进了接收系统中低噪声放大器的性能，并将其他单个组件转换为单片微波集成电路（MMIC），以减小尺寸、提高性能和降低成本，同时还对天线发射的无线电波的波束管理（利用铅笔波束扫描范围和时间）进行了改进，并对接收到的目标信号的处理能力（硬件和软件）进行了改进。

## 出云级搭载情况 (OPS-50)

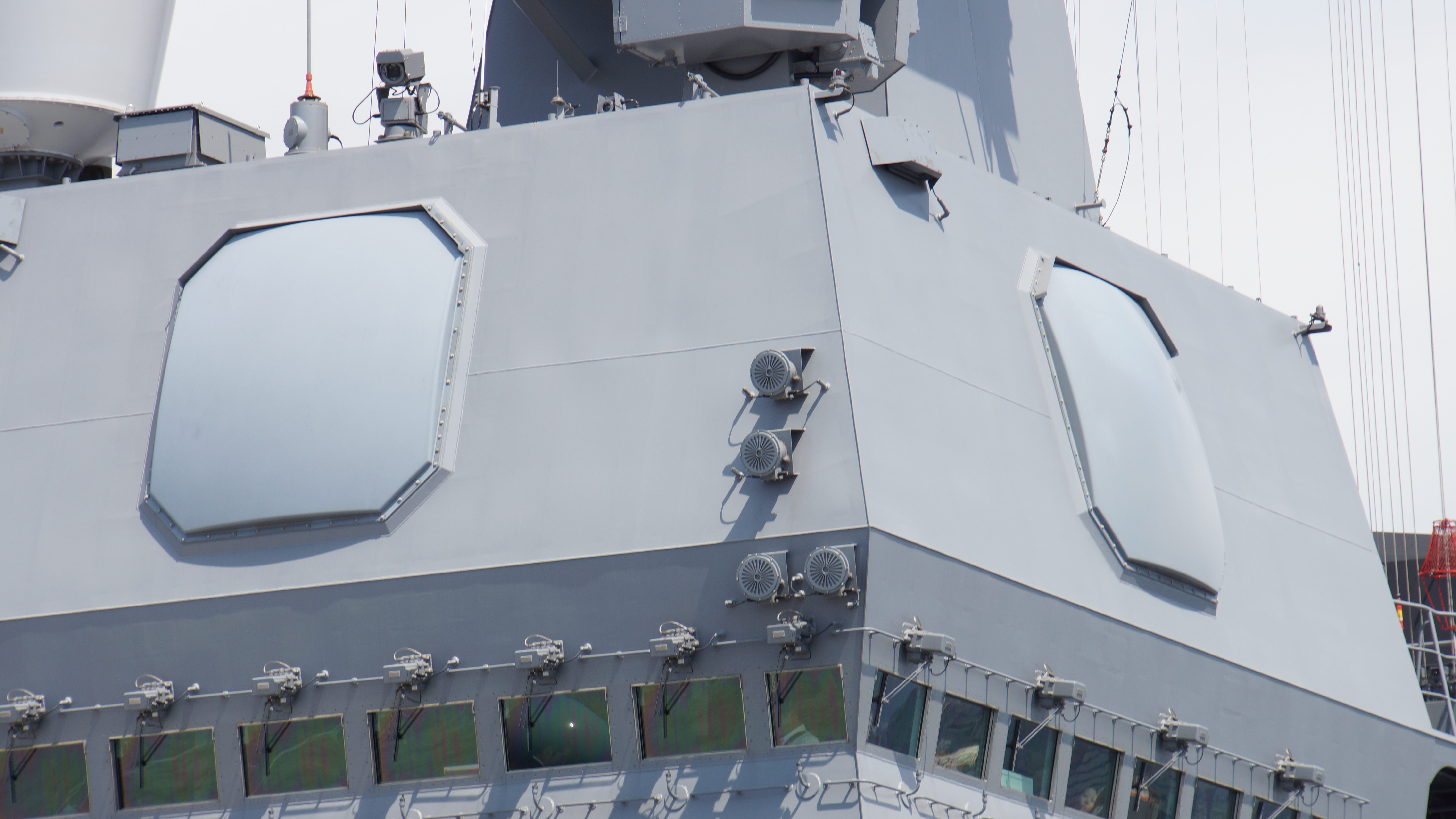
加贺号上的 OPS-50A

作为 “日向”级的改进型， 2010年预算建造的 19500 吨级DDH（出云级）也装备了与 FCS-3 相同系统的雷达。 不过，该型舰只配备了两套防空火炮，分别为密集阵近防系统和SeaRAM系统，这两套防空火炮都有独立的火力指挥系统，因此不需要外部火控雷达。 因此，同类型的系统删除了火控雷达功能，系统名称变更为 OPS-50。
取消火控雷达功能意味着 C 波段只有四根天线可用。 与 FCS-3A 一样，由于天线元件由氮化镓半导体制成，探测距离比 FCS-3 增加了约 1.7 倍。 在 2012 年预算下建造的第二艘舰艇 “加贺”号上，天线升级为 OPS-50A，该天线采用阻塞式设计，便于从后面进行维修。

## 朝日级搭载的情况（OPY-1）

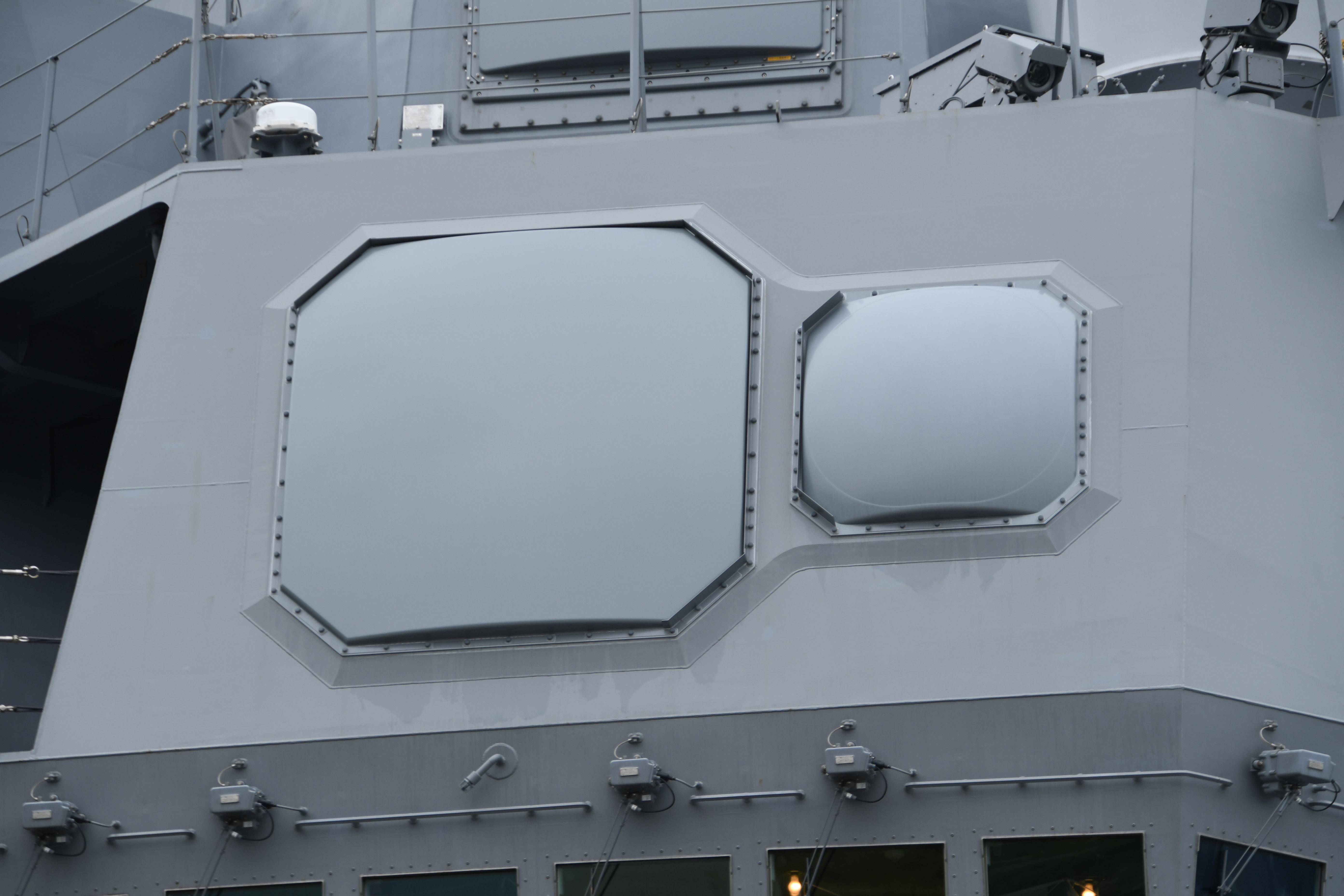
“不知火”号上的OPY-1雷达

秋月级（19DD）是作为以防空为主的驱逐舰（DD）而开发的，但在2013年的预算中，又在此基础上建造了朝日級，将重点转向反潜作战。该型舰配备了OPY-1多功能雷达，该雷达以秋月级上安装的FCS-3A为基础，但取消了僚舰联合防空（LAD）能力，同时沿用了加贺号（24DDH）上的OPS-50A雷达，OPS-50A是继1999年推出的封闭式天线和电源装置的改进型，是增强了可维护性和耐用性之后的先进型号，此外OPS-50A是一种采用OYX-1 作为人机界面和其他信息处理设备。雷达信号处理设备也采用了最新的COTS计算机，提高了信号处理能力和耐用性，以及未来的扩展空间。
FCS-3采用了泰雷兹开发的间断式连续雷达波照明技术（ICWI）来作为导弹制导照明。在朝日级的规划阶段，曾考虑安装日本国产的连续波照明雷达，但最终还是安装了间断式连续波照明雷达。由于取消了僚舰机联合防空功能，雷达覆盖面积缩小到与日向级的FCS-3相同的水平，但如果有必要，可在将来需要控制远程制导导弹时，修改雷达以可以扩大雷达覆盖面积。

## 最上级搭载的情况（OPY-2）

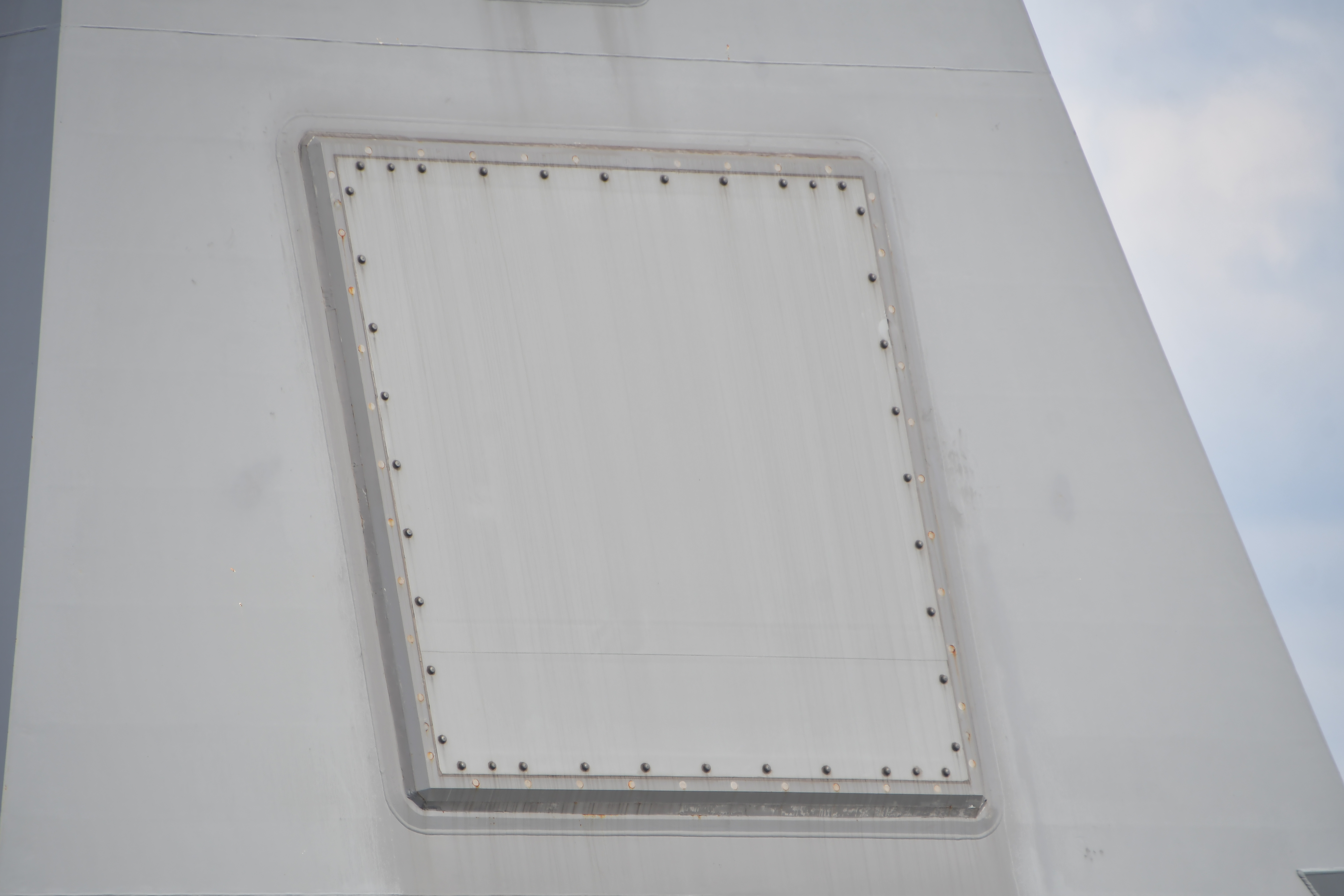
“熊野”号搭载的OPY-2雷达

技术研究本部正在考虑将FCS-3天线用作X波段多功能雷达，而不是单纯作为照明雷达使用，2008年至2015年期间开展了“提高多功能雷达（FCS-3）性能的研究”的研发工作，从2014年起，在“飞鸟号”试验舰上安装了该雷达并进行了测试。此后，在2015财政年度启动了“新型护卫舰雷达系统研究”，并对防空、反水面雷达和电子战设备的天线等共用问题进行了研究。
在这些成果的基础上，开发了OPY-2型雷达，并安装在2018预算年度开始建造的最上级护卫舰上。它是以OPY-1和OPS-48潜望镜探测雷达为基础的组合雷达，负责从目标搜索、探测及跟踪到火炮火控的所有工作。

## 引用
1. 1 2 3  技術研究本部 2002，第81-82頁.
2. 1 2 3 4 5 6 7 8 9 10 11 12 13  石井 2003.
3. 1 2 3 4  石井 2008.
4. ↑  関根 2010.
5. 1 2  小林 et al. 2007.
6. 1 2  東郷 2012.
7. 1 2 3 4 5  多田 2014.
8. ↑  多田 2006.
9. 1 2  東郷 2013.
10. 1 2 3  徳丸 2017.
11. ↑  多田 2010.
12. ↑  . 朝雲新聞. 2006-12-14.
13. 1 2 3  多田 2015.
14. ↑  海人社 2010，第94-99頁.
15. 1 2  徳丸 2018.
16. ↑  東郷 2013b.
17. ↑  防衛省 技術研究本部.  (PDF) (报告). 2014  [2024-01-11]. （原始内容存档 (PDF)于2023-03-11）.
18. 1 2  徳丸 2022.